# Blaž Mesiček
Blaž Mesiček (Lubiana, 12 giugno 1997) è un cestista sloveno.